# Amanda Jenssen
Amanda Jenssen, pseudonimo di Jenny Amanda Katarina Bengtsson (Lund, 12 settembre 1988), è una cantante svedese.

## Biografia
Amanda Jenssen si è interessata alla musica già in giovane età, e da adolescente è stata la voce principale dei gruppi musicali "Oh Hollie Neverdays" e "Amanda and the Papas", con cui ha inciso cover di canzoni classiche. Nel maggio 2007 gli Oh Hollie Neverdays hanno vinto il concorso svedese Musik Direkt, la cui ricompensa è stato un tour in Gambia.
Nel 2007 ha partecipato alla versione svedese di Pop Idol, dove si è classificata al secondo posto, alle spalle di Marie Picasso, con il 48,7% dei voti. Il 3 gennaio 2008 ha firmato il suo primo contratto discografico. A maggio è stato pubblicato il suo album di debutto, Killing My Darlings, arrivato in vetta alla classifica svedese degli album e certificato disco di platino nel passe. È stato promosso dai singoli Do You Love Me, Amarula Tree, Greetings from Space e Maple Trees, che hanno raggiunto rispettivamente la prima, 4ª, 30ª e 60ª posizione in madrepatria, e da un tour nazionale di successo nell'estate e nell'autunno del 2008. A inizio 2009 è stata candidata per diversi Grammis, l'equivalente svedese dei Grammy Award.
Il 28 ottobre 2009 è uscito il suo secondo album, intitolato Happyland, che ha debuttato alla 3ª posizione in Svezia, dove è stato certificato due volte disco di platino, e alla 55ª in Germania. È stato anticipato dal singolo omonimo, che ha esordito 3º nella classifica svedese dei singoli. Il disco è stato elogiato dalla critica specializzata ed ha vinto due Grammies.
Alla fine del 2014 ha preso parte al reality Så mycket bättre, trasmesso sul canale svedese TV4. Il terzo album di Jenssen, Hymns for the Haunted, originariamente previsto per il 5 settembre 2012, è stato reso disponibile il 14 novembre 2012 ed è stato co-scritto con Björn Yttling. Ha debuttato in 2ª posizione in Svezia ed è stato certificato disco d'oro nel paese. Nel 2015 la cantante ha pubblicato il suo primo album con brani in lingua svedese, intitolato Sånger från ön.

## Discografia

### Album in studio
- 2008 – Killing My Darlings
- 2009 - Happyland
- 2012 – Hymns for the Haunted
- 2015 - Sånger från ön

### Singoli
- 2007 – Look What They've Done to My Song
- 2008 – Do You Love Me
- 2008 – Amarula Tree
- 2008 – Greetings from Space
- 2008 – Maple Tree
- 2009 – Another Christmas
- 2009 – Happyland

### Collaborazioni
- 2017 – På en vacker dag (Thomas Stenström feat. Amanda Jenssen)